# Tapura
Tapura är ett släkte av tvåhjärtbladiga växter. Tapura ingår i familjen Dichapetalaceae.

## Dottertaxa tillTapura, i alfabetisk ordning[1]
- Tapura acreana
- Tapura africana
- Tapura amazonica
- Tapura arachnoidea
- Tapura bouquetiana
- Tapura bullata
- Tapura capitulifera
- Tapura carinata
- Tapura colombiana
- Tapura coriacea
- Tapura cubensis
- Tapura ferreyrae
- Tapura fischeri
- Tapura follii
- Tapura guianensis
- Tapura haitiensis
- Tapura ivorensis
- Tapura juliani
- Tapura juruana
- Tapura lanceolata
- Tapura latifolia
- Tapura le-testui
- Tapura magnifolia
- Tapura mexicana
- Tapura neglecta
- Tapura orbicularis
- Tapura panamensis
- Tapura peruviana
- Tapura singularis
- Tapura tchoutoi
- Tapura tessmannii
- Tapura wurdackiana